# Миколаївський Городоцький жіночий монастир
Миколаївський Городоцький жіночий монастир — пам'ятка архітектури, діючий жіночий монастир УПЦ МП зі статусом лаври, знаходиться у селі Городок Рівненського району Рівненської області. Підпорядкований УПЦ МП. Всього насельниць — 120. З них: ігумень — 1, схимонахинь — 2, монахинь — 28, інокинь — 84, послушниць — 5

## Храми монастиря
- Пророка Божого Іллі
- Різдва Христового собор
- Похвали Божої Матері

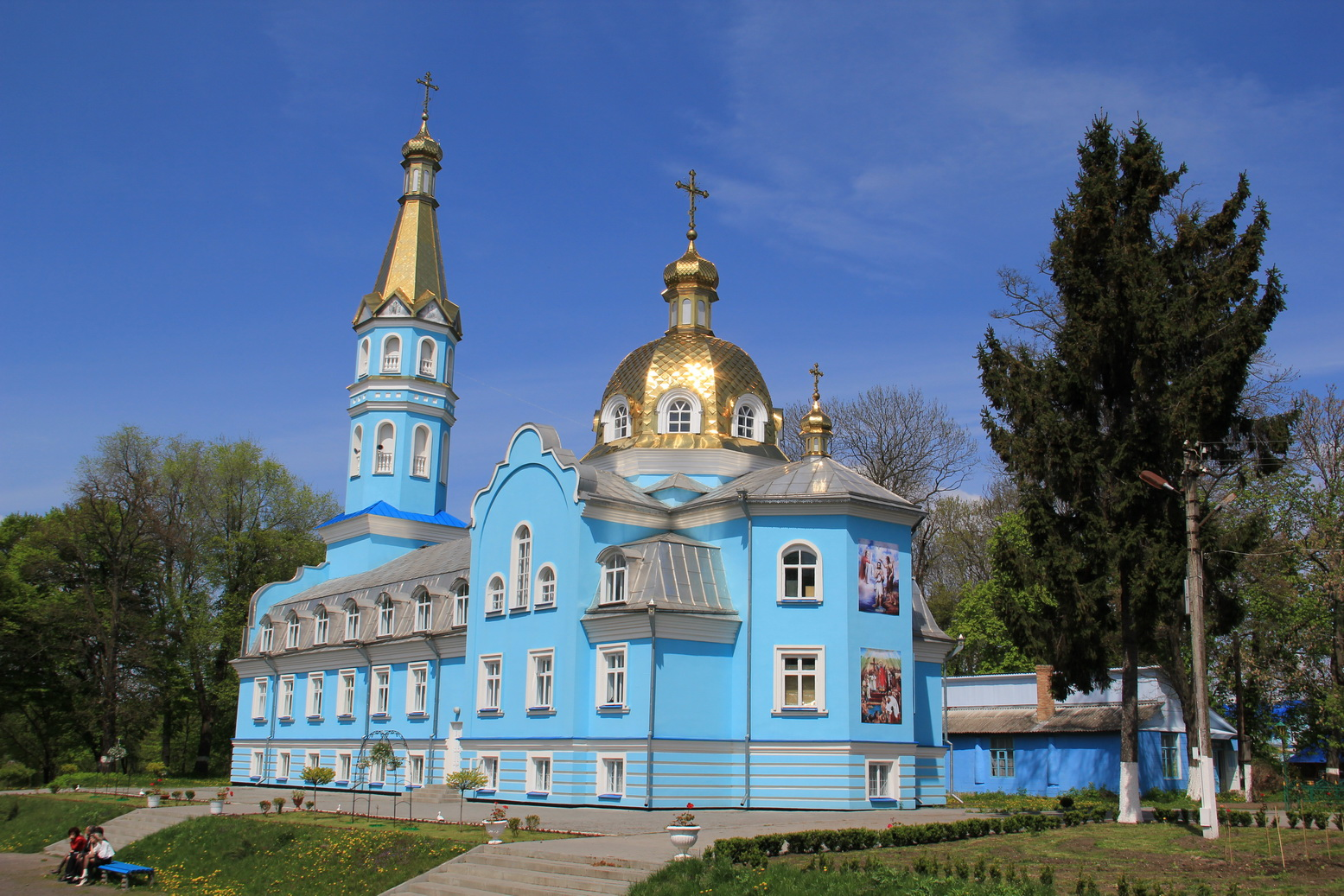
Храм Похвали Божої Матері Свято-Миколаївського Городоцького жіночого монастиря

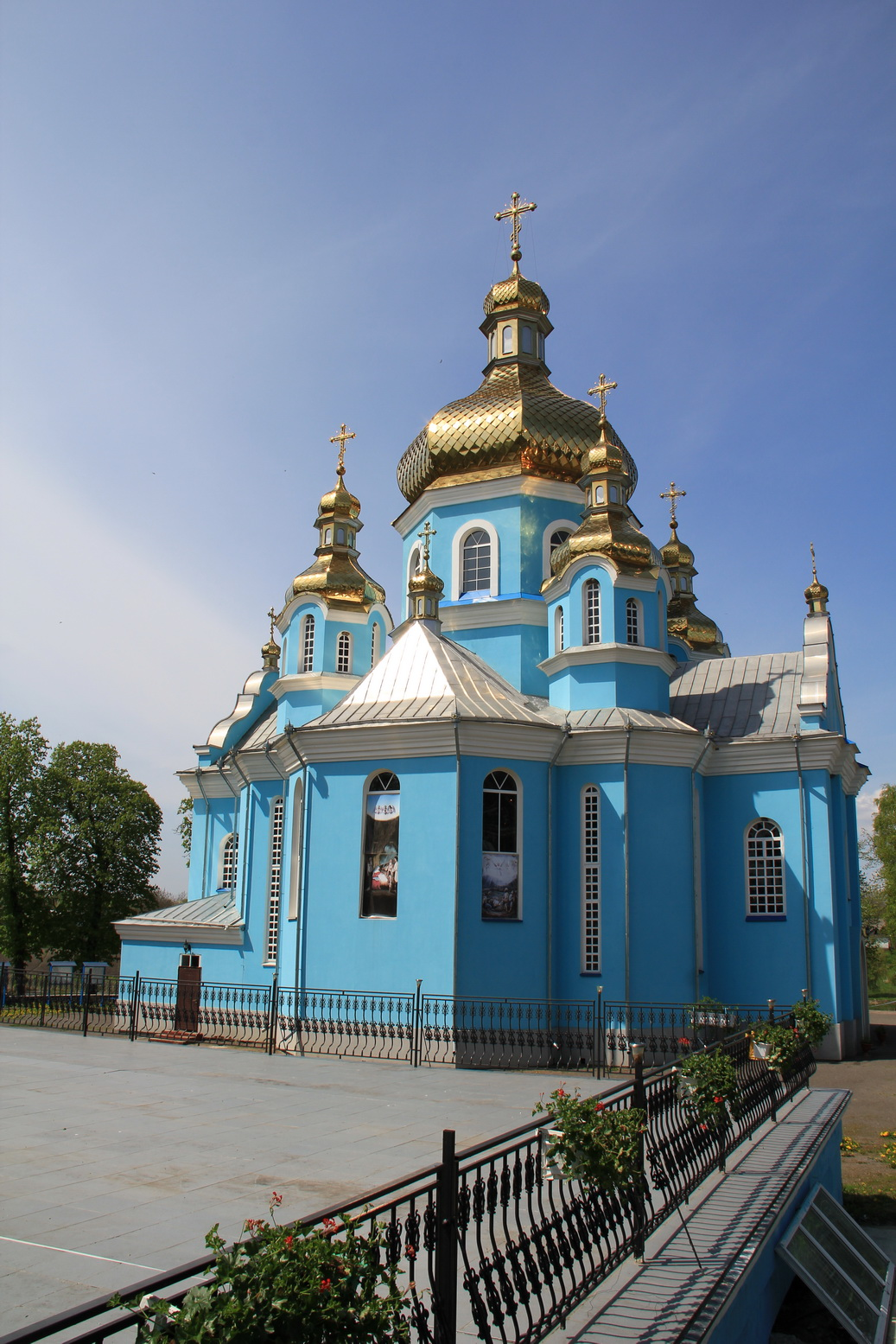
Храм Різдва Христового Свято-Миколаївського Городоцького жіночого монастиря

- Святих мучениць Віри, Надії, Любові і Софії[1]

## Історія
Історики і краєзнавці вважають, що монастир у Городку було засновано у кінці XVI століття. Але перша згадка про монастир відноситься до 1516 року, коли князь Костянтин Острозький підтвердив грамотою від 6 березня 1516 року заповіт своєї тещі, за яким Городок з присілками Обарів і Хобковщина на Волині і село Вольниця в Глуському повіті з усіма угіддями та прибутками були подаровані обителі.
У 1628 році, на шостому тижні Великого посту, в цій маєтності Києво-Печерської лаври в Городку відбувся Городоцький собор Православної церкви, на якому були присутні архімандрит Печерський Петро Могила, митрополит Йов Борецький, архієпископ Полоцький Мелетій Смотрицький, єпископ Луцький Ісакій Борискович і єпископ Холмський Паїсій Іполитович. На Городоцькому соборі було ухвалено рішення скликати у Києві на 15 серпня 1628 року, храмове свято Успіння Києво-Печерської Лаври, Київський помісний собор.
Період заснування і становлення обителі — XVI ст. — був нелегким для православних, це був час поширення католицизму на православні землі.
За Андрухівським договором, підписаним між Росією та Польщею 30 січня 1667 року, землі Правобережної України залишилися в складі Речі Посполитої. Таким чином, Городок перейшов у володіння блюстителя Київської митрополії Йосипа Шумлянського. Він управляв маєтками до смерті (1708 р.) і передав їх своїм наступникам по кафедрі.
14 березня 1715 року, за наказом короля Августа II, Городок переходить до Олени Лєдоховської, яка віддає його коронному обозному Любомирському і лише у 1730 році, за декретом трибуналу, Городок переходить під юрисдикцію греко-католицького єпископа Афанасія Шептицького.
У 1740р Шептицьким була побудована мурована Миколаївська церква у бароковому стилі. Храм був прикрашений високомистецьким іконостасом, розписами в українському стилі, обдаруваний церковними речами, богослужбовими книгами, церковними дзвонами — справжнім шедевром людвісарного мистецтва львівських майстрів. При храмі 1772 р. вибудувано двоярусну дерев'яну дзвіницю, реставровану і довершену 1883 р. Нижній її поверх був одночасно воротами до церковного маєтку.
29 жовтня 1801 року імператор Олександр І підписав графу Естергазі дарчу грамоту на Городок. Після смерті графа Естергазі, маєток переходить до його сина, а пізніше далеким родичам, які проживали в Австрії.
14 лютого у Павла і Антона Безерді Городок купує сім'я інженера та статського радника Рудольфа фон Штенгеля, син якого, Феодор фон Штенгель, був останнім власником Городка.
В 1940 році родина барона була депортована органами радянської влади до Німеччини, а в помісті барона знаходився військовий госпіталь. З 1948 по 1990 рр. на острові знаходився обласний тубсанаторій на 150 ліжок.
14 серпня 1991 року виконком Рівненської районної ради народних депутатів ухвалив рішення про передачу комплексу споруд Свято-Миколаївського храму разом із територією тубсанаторію Рівненському єпархіальному управлінню УПЦ, яке тоді очолював архієпископ Рівненський і Острозький Іриней (нині митрополит Дніпропетровський і Павлоградський).
У цих повернених приміщеннях розмістилась регентська школа. Незважаючи на численні перешкоди, 1 вересня того ж року розпочалося навчання.
За останні роки відбудовано центральний монастирський корпус, відновлено і розширено трапезну, проводиться постійний благоустрій території, побудовано храм Похвали Божої Матері і храм Різдва Христового. Головна святиня монастиря — чудотворний образ Божої Матері «Козельщанська» (Милосердна). Він був переданий в дар монастирю Києво-Печерською Лаврою і перенесений до обителі на п'ятий день Різдвяних свят — 11 січня 2000 року.

## Навчальні заклади
- Регентське духовне училище
- Недільна школа Свято-Миколаївського жіночого монастиря (с. Городок)[4]

## Скити та подвір'я
- Свято-Вознесенське подвор'є смт Млинів
- Свято-Георгіївське подвор'є м. Рівне
- Скит святої праведної Анни село Онишківці[4]